# التطبيقات الصناعية لتقنية النانو
تؤثر تقنية النانو على مجال السلع الاستهلاكية، إذ توجد العديد من المنتجات التي تتضمن مواد نانوية بالفعل في مجموعة متنوعة من العناصر؛ لا يدرك الناس حتى أن العديد منها يحتوي على جسيمات نانوية. تتراوح المنتجات ذات الوظائف الجديدة من منتجات التنظيف الذاتي إلى المقاومة للخدش. مثل مصدات سيارات أخف وزنًا، وملابس طاردة للبقع أكثر، وواقيات شمس أكثر مقاومة للإشعاع، وعظام اصطناعية أقوى، وشاشات هاتف خلوي أخف وزنًا، وعبوات زجاجية للمشروبات تؤدي إلى عمر تخزيني أطول وتصنيع كرات أكثر متانة للعديد من الألعاب الرياضية باستخدام تقنية النانو. وباستخدام تقنية النانو ستصبح المنسوجات الحديثة في الأجل المتوسط «ذكية»، بفضل «إلكترونيات قابلة للارتداء» مدمجة، وتملك هذه المنتجات الجديدة أيضًا إمكانات واعدة خاصةً في مجال مستحضرات التجميل، ولها العديد من التطبيقات المحتملة في الصناعات الثقيلة. ومن المتوقع أن تكون تقنية النانو المحرك الرئيس للتكنولوجيا والأعمال في هذا القرن، وتبشر بمواد عالية الأداء ونظم ذكية وأساليب إنتاج جديدة لها تأثير كبير على جميع جوانب المجتمع.

## الغذاء
يمكن حل مجموعة معقدة من التحديات الهندسية والعلمية في صناعة الأغذية والمعالجة الحيوية لتصنيع أغذية عالية الجودة وآمنة باستخدام وسائل فعالة ومستدامة من خلال تقنية النانو. تُعد كل من عمليات اكتشاف البكتيريا ومراقبة جودة الأغذية باستخدام المستشعرات الحيوية؛ وأنظمة تغليف الأغذية الذكية والنشطة؛ والتغليف النانوي للمكونات الغذائية النشطة حيويًا، أمثلة قليلة على التطبيقات الناشئة لتقنية النانو في صناعة الأغذية. يمكن تطبيق تقنية النانو في مجالات إنتاج الغذاء ومعالجته وسلامته وتغليفه. يمكن لعملية تغطية المركبات النانوية تحسين تغليف الأغذية بإضافة عناصر مضادة للميكروبات مباشرةً على سطح الغلاف المغطى. قد تزيد المركبات النانوية أو تقلل من نفاذية الغاز في الحشوات المختلفة حسب حاجة المنتجات المختلفة. يمكنها أيضًا تحسين الخواص الميكانيكية والمقاومة للحرارة وخفض معدل نقل الأكسجين. تُجرى العديد من الأبحاث لتطبيق تقنية النانو على عملية الكشف عن المواد الكيميائية والبيولوجية في الأغذية.
عمومًا، لا يسمح بالمواد الغذائية المغشوشة، وفقًا لقانون الغذاء والدواء ومواد التجميل (المادة 402). يجب أن تتوافق المضافات إلى الأغذية مع جميع اللوائح الواردة في تعديل المضافات الغذائية لعام 1958 وكذلك قانون تحديث إدارة الغذاء والدواء لعام 1997. بالإضافة إلى ذلك، تُلزم المضافات الملونة بالامتثال لجميع اللوائح المنصوص عليها في تعديلات المضافات الملونة لعام 1960. يجب إجراء تقييم سلامة على جميع المواد الغذائية لتقديمها لإدارة الغذاء والدواء الأمريكية والموافقة عليها. تتضمن المعلومات الإلزامية في هذا التقييم الهوية والتأثيرات التقنية ومستويات الاستخدام المقيدة ذاتيًا والتعرض الغذائي ودراسات السلامة لعمليات التصنيع المستخدمة، بما في ذلك استخدام تقنية النانو. تلزم الجهات المصنعة للأغذية بتقييم ما إذا كانت هوية أو سلامة أو الحالة التنظيمية لمادة غذائية تتأثر بالتغيرات الكبيرة في عمليات التصنيع، مثل استخدام تقنية النانو. تناقش إدارة الغذاء والدواء الأمريكية في الوثيقة التوجيهية المنشورة في أبريل 2012، الاعتبارات والتوصيات التي قد تنطبق على هذا التقييم.

### الأغذية النانوية
تظهر الأغذية الجديدة من المنتجات الاستهلاكية التي تُنتج بتقنية النانو في السوق بمعدل 3 إلى 4 سلع أسبوعيًا، وفقًا لمشروع تقانة النانو الناشئة (بّي إي إن)، واستنادًا إلى قائمة جرد أُجريت على 609 منتج نانوي معروف أو مزعوم. تضمن قائمة مشروع تقانة النانو الناشئة، ثلاثة أطعمة -نوع من زيت الكانولا  يدعى كانولا أكتف أويل، وشاي يدعى نانو تي، ومخفوق شوكولاتة للحمية يدعى نانوسيوتيكال سليم شيك شوكلات. وفقًا لمعلومات الشركة المنشورة على موقع مشروع تقانة النانو الناشئة على شبكة الإنترنت، يحتوي زيت الكانولا، من إنتاج شركة شيمن الصناعية في إسرائيل، على مادة مضافة تسمى «نقاط نانوية» مصممة لنقل الفيتامينات والمعادن والمواد الكيميائية النباتية عبر الجهاز الهضمي واليوريا. ووفقًا لما ذكرته شركة آر بي سي علوم الحياة المصنعة الأمريكية، فإن المخفوق يستخدم «عناقيد نانوية» تحتوي على الكاكاو لتعزيز مذاق الكاكاو وفوائده الصحية دون الحاجة إلى سكر إضافي.

## السلع الاستهلاكية

### الأسطح والأغلفة
أبرز تطبيق للتكنولوجيا النانوية في مجال الأدوات المنزلية هو الأسطح ذاتية التنظيف أو «سهلة التنظيف» على السيراميك أو النظارات. حسنت جسيمات السيراميك النانوية من النعومة ومقاومة الحرارة للأجهزة المنزلية الشائعة مثل المكواة المسطحة.[بحاجة لمصدر]
تتوفر في السوق نظارة شمسية تستخدم طبقات بوليمر رقيقة للغاية واقية ومضادة للانعكاس. بالنسبة للبصريات، تقدم تقنية النانو أيضًا أغلفة سطحية مقاومة للخدش تستخدم مركبات نانوية. قد تسمح البصريات النانوية بزيادة دقة تصحيح بؤبؤ العين والأشكال الأخرى من عمليات الليزر الجراحية للعين.[بحاجة لمصدر]

### المنسوجات
تُستخدم ألياف النانو الهندسية بالفعل في تصنيع ملابس طاردة للماء والبقع أو خالية من التجاعيد. يمكن غسل الأقمشة التي تستخدم تقنية نانوية في الإنهاء مرات أقل وفي درجات حرارة منخفضة. استُخدمت تقنية النانو لدمج أغشية جزيئات الكربون الصغيرة وضمان حماية كامل السطح من الشحنات الكهروستاتيكية لمردتيها. طورت العديد من التطبيقات الأخرى في المؤسسات البحثية مثل مختبر تقنية المنسوجات النانوية في جامعة كورنيل، ومختبر علوم الدفاع والتكنولوجيا (دي إس تي إل) البريطاني وشركتها المنفصلة بّي 2 آي.[بحاجة لمصدر]

### مستحضرات التجميل
تتمثل أحد مجالات تطبيقات تقنية النانو في واقيات الشمس. تعاني الطريقة التقليدية للحماية من الأشعة فوق البنفسجية من افتقارها إلى الثبات طويل الأمد. توفر واقيات الشمس التي تعتمد على جسيمات نانوية معدنية مثل أكسيد التيتانيوم العديد من المزايا. تمتلك الجسيمات النانوية لأكسيد التيتانيوم خاصية حماية من الأشعة فوق البنفسجية مماثلة للمادة الكتلية، لكن تفقد التبييض غير المرغوب فيه تجميليًا مع انخفاض حجم الجسيمات.[بحاجة لمصدر]

### الألعاب الرياضية
يمكن أن تلعب تقنية النانو أيضًا دورًا في الألعاب الرياضية مثل كرة القدم وكرة القدم الأمريكية والبيسبول. يمكن تصنيع مواد لأحذية رياضية جديدة لجعل الحذاء أخف (والرياضي أسرع). تصنع مضارب البيسبول الموجودة بالفعل في السوق من الأنابيب النانوية الكربونية تعزز الراتنج الذي يقال إنه يحسن من أدائه بجعله أخف وزنًا. هناك عناصر أخرى مثل المناشف الرياضية وحصائر اليوغا وحصائر التمرينات الرياضية معروضة في السوق ويستخدمها لاعبون في الرابطة الوطنية لكرة القدم الأمريكية، التي تستخدم تقنية النانو المضادة للميكروبات لمنع الطفيليات والأمراض التي تسببها البكتيريا مثل المكورات العنقودية الذهبية المقاومة للميثيسيلين (المعروفة باسم إم آر إس إيه).